# Guldvaxtagging
Guldvaxtagging (Mycoacia aurea) är en svampart som först beskrevs av Elias Fries, och fick sitt nu gällande namn av J. Erikss. & Ryvarden 1976. Guldvaxtagging ingår i släktet Mycoacia och familjen Meruliaceae.  Arten är reproducerande i Sverige. Inga underarter finns listade i Catalogue of Life.